# Danilo Arboleda
Danilo Arboleda Hurtado (Florida, 16 maggio 1995) è un calciatore colombiano, difensore svincolato.

## Carriera
Ha debuttato fra i professionisti con il Deportivo Cali il 12 febbraio 2015, disputando l'incontro di Categoría Primera A vinto 1-2 contro l'Uniautónoma.
Il 1º febbraio 2021 è stato acquistato a titolo definitivo dalla squadra moldava dello Sheriff Tiraspol, con cui prima vince un campionato e poi, nella stagione 2021-2022, esordisce nelle competizioni UEFA per club prendendo parte alla UEFA Champions League 2021-2022, nella quale il suo club si qualifica per la prima volta nella sua storia alla fase a gironi.
Il 7 gennaio 2022 si accasa all'Al-Ain.

## Statistiche

### Presenze e reti nei club
Statistiche aggiornate al 1º gennaio 2022.
| Stagione                | Squadra                 | Campionato              | Campionato | Campionato | Coppe nazionali | Coppe nazionali | Coppe nazionali | Coppe continentali | Coppe continentali | Coppe continentali | Altre coppe | Altre coppe | Altre coppe | Totale | Totale |
| Stagione                | Squadra                 | Comp                    | Pres       | Reti       | Comp            | Pres            | Reti            | Comp               | Pres               | Reti               | Comp        | Pres        | Reti        | Pres   | Reti   |
| ----------------------- | ----------------------- | ----------------------- | ---------- | ---------- | --------------- | --------------- | --------------- | ------------------ | ------------------ | ------------------ | ----------- | ----------- | ----------- | ------ | ------ |
| 2015                    | Deportivo Cali          | A                       | 4          | 0          | CC              | 4               | 1               |                    | -                  | -                  |             | -           | -           | 8      | 1      |
| 2016                    | Deportivo Cali          | A                       | 0          | 0          | CC              | 0               | 0               | CL                 | 0                  | 0                  |             | -           | -           | 0      | 0      |
| Totale Deportivo Cali   | Totale Deportivo Cali   | Totale Deportivo Cali   | 4          | 0          |                 | 4               | 1               |                    | 0                  | 0                  |             | -           | -           | 8      | 1      |
| 2017                    | Patriotas Boyacá        | A                       | 35         | 2          | CC              | 8               | 0               | CS                 | 4                  | 0                  |             | -           | -           | 48     | 2      |
| 2018                    | América de Cali         | A                       | 31         | 3          | CC              | 2               | 0               | CS                 | 1                  | 0                  |             | -           | -           | 34     | 3      |
| 2019                    | La Equidad              | A                       | 26         | 0          | CC              | 1               | 0               | CS                 | 8                  | 0                  |             | -           | -           | 35     | 0      |
| 2020                    | Deportivo Pasto         | A                       | 19         | 1          | CC              | 0               | 0               | CS                 | 2                  | 0                  |             | -           | -           | 21     | 1      |
| feb.-mag. 2021          | Sheriff Tiraspol        | DN                      | 12         | 0          | CM              | 2               | 0               |                    | -                  | -                  |             | -           | -           | 14     | 0      |
| lug.-dic. 2021          | Sheriff Tiraspol        | DN                      | 16         | 3          | CM              | 0               | 0               | UCL                | 14                 | 1                  | SM          | 1           | 0           | 31     | 4      |
| Totale Sheriff Tiraspol | Totale Sheriff Tiraspol | Totale Sheriff Tiraspol | 28         | 3          |                 | 2               | 0               |                    | 14                 | 1                  |             | 1           | 0           | 45     | 4      |
| gen.-mag. 2022          | Al-Ain                  | PL                      | 14         | 1          | CPA+AGL         | 1+3             | 0+0             |                    | -                  | -                  |             | -           | -           | 18     | 1      |
| Totale carriera         | Totale carriera         | Totale carriera         | 157        | 10         |                 | 20              | 1               |                    | 29                 | 1                  |             | 1           | 0           | 208    | 12     |

## Palmarès

### Club

#### Competizioni nazionali
- Campionato colombiano: 1

Deportivo Cali: 2015-I
- Campionato moldavo: 1

Sheriff Tiraspol: 2020-2021
- UAE Arabian Gulf Cup: 1

Al-Ain: 2021-2022
- UAE Arabian Gulf League: 1

Al-Ain: 2021-2022